# Ament Corona
L'Ament Corona è una struttura geologica della superficie di Venere.